# L'Homme aux cercles bleus
Pour l’article homonyme, voir L'Homme aux cercles bleus (téléfilm).
L'Homme aux cercles bleus est un roman policier de Fred Vargas paru en 1991. Il s'agit du premier roman où apparaît le commissaire Jean-Baptiste Adamsberg.
L'ouvrage a fait l'objet d'une lecture en livre audio en 2006, puis d'une adaptation télévisée en 2009.

## Résumé
Depuis plusieurs mois, les journaux relatent un événement qui intrigue les Parisiens. Pendant la nuit, les trottoirs sont décorés de grands cercles dessinés à la craie autour d'objets aussi anodins que variés, et agrémentés d'une phrase énigmatique, écrite dans une belle écriture soignée : « Victor, mauvais sort, que fais-tu dehors ? » Beaucoup s'amusent de cette excentricité, certains s'en irritent.
Adamsberg, le commissaire du secteur, s'inquiète. Ces gestes anodins lui semblent les prémices d'une catastrophe. Il ne retient de ces cercles que leur futile cruauté qu'il semble le seul à percevoir.
Une fois de plus, son instinct lui donne raison. Bientôt, le corps d'une femme égorgée est retrouvé au centre de l'un de ces cercles. Puis deux autres personnes, un homme et une femme, sont égorgées de la même manière.
Avec l'aide de deux nouvelles connaissances, un bel aveugle cynique et une scientifique curieuse, Adamsberg entend résoudre cette mystérieuse affaire.

## Particularités
C'est dans ce roman qu'apparaît pour la première fois le commissaire Jean-Baptiste Adamsberg, ainsi qu'Adrien Danglard. Deux hommes qui demeureront présents dans tous les romans de la série. Fred Vargas s'attache particulièrement à esquisser la personnalité et les traits des deux personnages, de ces hommes à la fois si différents et complémentaires.
C'est également dans L'Homme aux cercles bleus qu'Adamsberg rencontre Mathilde Forestier, rapidement surnommée la « Reine Mathilde ». Fred Vargas continuera d'y faire référence, ainsi qu'à sa fille Camille, notamment dans L'Homme à l'envers.

## Livre audio
- Fred Vargas, L'Homme aux cercles bleus, Paris, éd. Livraphone, 28 avril 2006 (EAN 335-89-500-0130-9, BNF 40184471)Texte intégral ; narrateur : Jacques Frantz ; support : 1 disque compact audio MP3 ; durée : 6 h 57 min environ ; référence éditeur : LIV 482M. 
  - Fred Vargas, L'Homme aux cercles bleus, Paris, éd. Audiolib, 20 août 2014 (ISBN 978-2-35641-775-6, BNF 43879257)Texte intégral ; narrateur : Jacques Frantz ; support : 1 disque compact audio MP3 ; durée : 6 h 57 min environ ; référence éditeur : Audiolib 2300016. Le changement d'éditeur papier de Fred Vargas a été accompagné par une reprise tels quels de certains livres audio existants chez un nouvel éditeur.

## Adaptation à la télévision
- 2009 : L'Homme aux cercles bleus, téléfilm français réalisé par Josée Dayan, scénario d'Emmanuel Carrère d'après le roman éponyme de Fred Vargas, avec Jean-Hugues Anglade, Charlotte Rampling, Jacques Spiesser et Jean-Pierre Léaud[1].